# Kashiwara
Kashiwara (jap. 柏原市 Kashiwara-shi) – miasto w Japonii, na wyspie Honsiu, w prefekturze Osaka.

## Położenie
Miasto leży we wschodniej części prefektury nad rzeką Yamato. Graniczy z:
- Habikino
- Fuji'iderą
- Yao
- Kashiba w prefekturze Nara

## Historia
Miasto otrzymało prawa miejskie 1 października 1958 roku.

## Miasta partnerskie
- Włochy: Grosseto
- Chiny: Xinxiang